# جعفر مهراد
جعفر مهراد (متولد ۱۳۲۵ در تبریز)، عضو هیئت‌علمی دانشگاه شیراز، رئیس سابق مرکز منطقه‌ای اطلاع‌رسانی علوم و فناوری و سرپرست سابق پایگاه استنادی علوم جهان اسلام (ISC)است.

## زندگی‌نامه
وی تحصیلات دوران ابتدایی و متوسطه را در مدارس زادگاهش سپری نمود و در سال ۱۳۴۴ در رشته علوم جغرافیایی دانشگاه تبریز پذیرفته شد. در سال ۱۳۵۳ گواهینامه کارشناسی ارشد خود را در رشته علوم کتابداری از دانشگاه تهران دریافت کرد و در فاصله سال‌های ۱۳۵۱ تا ۱۳۵۳ در کتابخانه دانشکده حقوق و علوم سیاسی دانشگاه تهران مشغول به کار شد و چندی بعد کتابخانه وزارت رفاه اجتماعی را راه‌اندازی کرد.
مهراد در سال ۱۳۵۵ با استفاده از بورس دانشگاه شیراز جهت ادامه تحصیل در دوره دکترای تخصصی در حوزه سیستم‌ها و مدیریت کتابخانه‌های عمومی به دانشگاه کیس وسترون رزرو در شهر کلیولند ایالت اوهایو، راهی ایالات متحده آمریکا شد و پس از اتمام تحصیلات به ایران بازگشت و در دانشگاه شیراز مشغول به کار گردید.  
در تابستان سال ۱۳۶۸ به مدت یک سال برای استفاده از فرصت مطالعاتی در دانشگاه لوس آنجلس کالیفرنیا (UCLA) در زمینه پایگاه‌های اطلاعاتی کتاب‌شناختی به تحقیق و مطالعه پرداخت و پس از بازگشت به ایران در سال ۱۳۶۹ به پیشنهاد وزیر فرهنگ و آموزش عالی، کتابخانه منطقه‌ای علوم و تکنولوژی شیراز را که یک مرکز بین‌المللی اطلاع‌رسانی است تأسیس و ریاست آن را بر عهده گرفت 
این استاد در سال ۱۳۸۷ به افتخار مجموعه خدمات علمی و پژوهشی به اتفاق حسن حبیبی، مهدوی کنی، مکارم شیرازی و ابراهیم دینانی حایزه جشنواره بین‌المللی فارابی را دریافت کرد و یک سال بعد به عنوان چهره ماندگار علم اطلاعات و دانش‌شناسی انتخاب و معرفی شد. 
جعفر مهراد از سال ۱۳۹۲ به مدت ۴ سال عضویت فرهنگستان علوم را در کارنامه افتخاراتش دارد و در سال ۱۳۹۵ با درجه استادی و پایه ۴۴ از دانشگاه شیراز به بازنشستگی مفتخر گریدد.

## سوابق تحصیلی[۸]
- کارشناسی جغرافیا، دانشگاه تبریز، ۱۳۴۸
- کارشناسی ارشد رشته علوم کتابداری، دانشگاه تهران، ۱۳۵۳
- دکترای تخصصی در حوزه سیستم‌ها و مدیریّت کتابخانه‌های عمومی Case Western Reserve University، ۱۳۵۸
- فرصت مطالعاتی، دانشگاه لس آنجلس کالیفرنیا (UCLA)، ۱۳۶۸–۱۳۶۹

## فعالیت‌های حرفه ای
در فاصله سال‌های ۱۳۵۱ تا ۱۳۵۳ که موفق به اخذ دانشنامه کارشناسی ارشد خود شد، در کتابخانه دانشکده حقوق و علوم سیاسی دانشگاه تهران مشغول به کار شد و سپس کتابخانه وزارت رفاه اجتماعی را راه‌اندازی کرد.
تا سال ۱۳۵۵ کتابدار کتابخانه مرکزی و مرکز اسناد دانشگاه شهید بهشتی بود. در خلال این سال‌ها با کمیته آموزشی انجمن کتابداران ایران همکاری داشت.
بخش علوم کتابداری و اطلاع‌رسانی دانشگاه شیراز را تأسیس کرد. دوبار به ریاست بخش علوم کتابداری و اطلاع‌رسانی دانشگاه شیراز منصوب شده‌است. نخستین بار در آبان ماه سال ۱۳۵۸، یعنی بعد از اخذ دانشنامه دکتری و بار دوم در سال فاصله سال‌های۱۳۷۰ تا ۱۳۷۶.
برنامه‌ریزی دوره کاردانی، کارشناسی و کارشناسی ارشد رشته علوم کتابداری و اطلاع‌رسانی را در انقلاب فرهنگی به عهده داشت.
برای نخستین بار دوره‌های تحصیلی کاردانی و کارشناسی رشته علوم کتابداری و اطلاع‌رسانی را در سال‌های ۶۳–۱۳۶۲ به بعد در دانشگاه شیراز تأسیس کرد. همچنین تأسیس دوره دکتری این رشته در دانشگاه شیراز از سال ۱۳۷۶ هم نتیجه فعالیت‌های اوست.
در تابستان سال ۱۳۶۵ کتابخانه میرزای بزرگ شیرازی (کتابخانه مرکزی و مرکز اسناد) دانشگاه شیراز را تأسیس و راه‌اندازی کرد و تا سال ۱۳۶۸ رئیس این کتابخانه بود.
در تابستان سال ۱۳۶۸ به مدت یک سال برای استفاده از فرصت مطالعاتی در دانشگاه لوس آنجلس کالیفرنیا (UCLA) در زمینه پایگاه‌های اطلاعاتی کتاب‌شناختی به تحقیق و مطالعه پرداخت.
پس از بازگشت به ایران در سال ۱۳۶۹ به پیشنهاد وزیر فرهنگ و آموزش عالی، کتابخانه منطقه‌ای علوم و تکنولوژی شیراز را که یک مرکز بین‌المللی اطلاع‌رسانی است تأسیس کرد و از سال ۱۳۷۰ تا سال ۱۳۹۵ ریاست این مرکز را بر عهده داشت.

## کتاب‌ها و پژوهش‌ها
جهت مشاهده کلیه فعالیت‌های پژوهشی ایشان می‌توانید به این لینک مراجعه کنید.
متن چپ‌چین‌شده